# Punta Cuenca
Punta Cuenca (spanisch) ist eine Landspitze an der Nordküste von Greenwich Island im Archipel der Südlichen Shetlandinseln. Sie liegt 1,8 km westlich des Orión Point und markiert die westliche Begrenzung der Mündung des Quito-Gletschers in die Guayaquil Bay.
Ecuadorianische Wissenschaftler benannten sie nach der Stadt Cuenca in Ecuador.